# Spencer (filme)
Spencer é um filme de drama biográfico de 2021 dirigido por Pablo Larraín e escrito por Steven Knight. O filme é estrelado por Kristen Stewart como a Princesa Diana (nascida com sobrenome Spencer), e apresenta de forma fictícia o que poderia ter ocorrido no último Natal dela com a Família Real Britânica, antes de se divorciar de Charles, Príncipe de Gales (interpretado por Jack Farthing). O elenco também inclui Timothy Spall, Sean Harris e Sally Hawkins.
O filme foi lançado mundialmente no 78º Festival Internacional de Cinema de Veneza em 3 de setembro de 2021. Nos Estados Unidos e no Reino Unido, o filme teve sua estreia em 5 de novembro de 2021 através da  Neon e STX Films, respectivamente. Em Portugal, o filme chegou aos cinemas mais cedo em 4 de novembro pelo Cinemundo, enquanto no Brasil a estreia foi marcada para 27 de janeiro de 2022 com distribuição da Diamond Films/Galeria Distribuidora.

## Enredo
Em dezembro de 1991, a Família Real Britânica se prepara para passar as férias de Natal no Queen's Sandringham Estate em Norfolk. Entre os presentes está Diana, Princesa de Gales, cujo casamento com o Príncipe Charles se tornou tenso devido a seu caso com Camilla Parker-Bowles. Enquanto a considerável equipe de Sandringham Estate, liderada pelo competente Major Alistair Gregory, se prepara para a chegada da realeza, Diana dirige pelo interior de Norfolk. À beira de um colapso, ela evita ir para Sandringham até topar com o Chef da Cozinha Real, Darren McGrady. Ela observa que a propriedade vizinha há muito abandonada, Park House, costumava ser a casa de sua infância.
Diana chega para uma recepção apática na véspera de Natal. Seus filhos William e Harry estão ansiosos para vê-la, mas ela não tenta se socializar com a família real, que em sua maioria a ignora. A única amiga de Diana na propriedade é a Costureira Real Maggie, que a incentiva a combater imediatamente a família real e cumprir as obrigações que dela se espera. Diana encontra um livro sobre Ana Bolena em seu quarto designado. Ela começa a ter sonhos com Bolena (incluindo uma alucinação dela em um jantar de véspera de Natal onde ela se imagina destruindo um colar de pérolas dado a ela por Charles e comendo as pérolas na sopa), eventualmente chegando a acreditar que o fantasma de Bolena a está lhe assombrando. Diana tenta visitar a casa de sua infância, mas é impedida pelos guardas reais, que inicialmente a confundem com uma intrusa.
No dia de Natal, Diana comparece a missa na Igreja de Santa Maria Madalena, em Sandringham, onde vê Camilla entre a multidão reunida e é fotografada por centenas de jornalistas intrusivos. Ela tem uma conversa difícil com Charles, que rejeita sua preocupação com a participação de William e Harry em uma caça aos faisões no dia seguinte e ele a aconselha a desenvolver um senso mais forte de separação entre suas vidas pública e privada. Charles organiza em particular o envio de Maggie a Londres e espalha rumores de que ela plantou o livro Bolena no quarto de Diana e fez comentários críticos sobre sua saúde mental; McGrady nega ter feito isso quando Diana o questiona. O Major Gregory tenta encorajar Diana a se conformar com as pressões da vida real, lembrando-a de que os soldados do Exército Britânico morrem tentando proteger os interesses da Coroa (por extensão, seus interesses); Diana responde afirmando que nunca pediu a ninguém que morresse por ela. Depois de se imaginar se ferindo com um par de cortadores de arames dados a ela por McGrady, Diana evita o jantar formal do dia de Natal, em vez disso, corre para a casa de sua infância e ganha acesso aos cortadores de arame. Memórias de sua infância feliz a tomam, e ela dança de cômodo em cômodo enquanto se imagina mais jovem. Ela pensa em cometer suicídio jogando-se escada abaixo, mas a alucinação de Bolena a impede. Em vez disso, ela arrebenta seu colar de pérolas.
No Boxing Day, Diana acorda em seu quarto e descobre que Maggie foi chamada de Londres. As duas caminham até uma praia próxima, onde Diana fala sobre seus problemas mentais e conjugais. Maggie responde admitindo que está apaixonada por Diana. Depois de sair da praia, Diana corre até a caça de faisão e sai andando na frente da multidão de caçadores, imitando os movimentos dos pássaros. Ela diz a Charles que está deixando a comitiva real e levando William e Harry para Londres, um acordo com o qual Charles concorda hesitantemente. Diana se despede de Maggie e McGrady; O major Gregory devolve o livro Boleyn à biblioteca. Enquanto eles vão embora, Diana e seus filhos cantam a música "All I Need Is a Miracle", de Mike and the Mechanics. Ao longe, avista-se um espantalho que Diana havia criado quando mais jovem, agora vestido com roupas do início da idade adulta. Diana dirige para Londres, onde começa o processo de criar seus filhos de forma independente. Ela olha para o rio Tâmisa, incerta sobre seu futuro, mas não mais carregada de memória ou responsabilidade real.

## Elenco
- Kristen Stewart como Diana, Princesa de Gales
  - Kimia Schmidt como Diana de 9 anos
  - Greta Bücker como Diana na adolescência
- Timothy Spall como Major Alistair Gregory
- Jack Farthing como Charles, Príncipe de Gales
- Sean Harris como Darren McGrady, o Chef da Cozinha Real
- Sally Hawkins como Maggie, a Costureira Real
- Jack Nielsen como Príncipe William
- Freddie Spry como Príncipe Harry
- Stella Gonet como Rainha Elizabeth II
- Richard Sammel como Príncipe Philip, Duque de Edimburgo
- Ryan Wichert como Sargento Wood
- John Keogh como Michael, criado de Charles
- Lore Stefanek como Rainha Elizabeth, a Rainha-Mãe
- Elizabeth Berrington como Anne, Princesa Real
- Niklas Kohrt como Príncipe Andrew, Duque de York
- Olga Hellsing como Sarah, Duquesa de York
- Emma Darwall-Smith como Camilla Parker Bowles
- Mathias Wolkowski como Príncipe Edward
- Oriana Gordon como Sarah Armstrong-Jones
- Laura Benson como Angela
- Wendy Patterson como Maria
- Lilly Rodliff como Pamela
- Thomas Douglas como John Spencer, 8º Conde Spencer
- Amy Manson como Ana Bolena

## Produção
Em 17 de junho de 2020, foi anunciado que Pablo Larraín dirigiria Spencer, um filme estrelado por Kristen Stewart como Diana, Princesa de Gales. Em 26 de junho de 2020, foi relatado que a Neon havia adquirido os direitos de distribuição do filme nos Estados Unidos por mais de US$ 4 milhões. A STX Entertainment e DCM Film Distribution serão responsáveis pela distribuição do filme no Reino Unido e Alemanha.
As filmagens começaram em Schlosshotel Kronberg, Alemanha, em janeiro de 2021 com Timothy Spall, Sally Hawkins e Sean Harris se juntando ao elenco. Outros locais de filmagem foram o Schloss Marquardt em Marquardt, ao norte da cidade de Potsdam e o Castelo Nordkirchen. Em 25 de março, a produção mudou-se para o Reino Unido em suas gravações finais com Jack Farthing se juntando ao elenco como Charles, Príncipe de Gales. As filmagens terminaram em 27 de abril de 2021. Jonny Greenwood compôs a trilha sonora do filme.

## Lançamento
O filme terá sua estreia mundial em competição no Festival Internacional de Cinema de Veneza, em 3 de setembro de 2021, seguido por uma exibição em evento especial no Festival Internacional de Cinema de Toronto. Em agosto de 2021, foi anunciado que o filme seria lançado nos cinemas nos Estados Unidos em 5 de novembro de 2021.

## Recepção
Após o lançamento do trailer, a Forbes relatou que o papel "empurra" Stewart "para a corrida do Oscar" na categoria de Melhor Atriz. Após a estreia mundial do filme, a Variety também declarou: "Já se falou muito em Veneza que o papel provavelmente dará a Stewart sua primeira indicação ao Oscar". O filme foi ovacionado de pé por três minutos em sua estreia mundial, com os críticos elogiando principalmente a atuação de Stewart como Diana. 
No agregador de críticas Rotten Tomatoes, 76% dos 17 críticos deram ao filme uma resenha positiva, com uma avaliação média de 7.30/10.  No Metacritic, o filme tem uma pontuação média ponderada de 95 em 100, com base em seis críticos, indicando "aclamação universal".
David Rooney, do The Hollywood Reporter, afirmou que o filme "repousa sobre os ombros de Stewart e ela se compromete com os excessos ligeiramente malucos do filme tanto quanto com seus momentos de iluminação delicada" e escreveu que "[nem] tudo cai em Spencer, e muitas vezes me perguntei se o filme fosse tão decidido a contrariar as convenções a ponto de alienar seu público. Mas ele conta uma história triste que todos pensamos conhecer sob uma luz nova e genuinamente perturbadora."
Revisando o filme para o The Daily Telegraph, Robbie Collin escreveu: "Stewart de 31 anos - que será instantânea e justificadamente agraciada com prêmios por isso - navega neste terreno perigoso com total maestria, acertando a voz e os maneirismos, mas transformando tudo apenas um pouco, a fim de melhor inclinar-se  nos desvios melodramáticos, paranóicos e absurdos do filme."
Comparando o filme com a cinebiografia de Jackie Kennedy, Jackie (2016), também dirigido por Larraín, Pete Hammond do Deadline Hollywood afirmou que "Spencer é outra coisa inédita, representado de uma forma dramática convencional, uma abordagem mais acessível em alguns aspectos, mas também mais ambiciosa, pois é diretamente do ponto de vista de seu personagem-título, propositalmente chamado de Spencer para nos assegurar que a pessoa que um dia foi, está a caminho de encontrar aquele espírito perdido novamente antes que seja tarde demais."